# Rosmi
Rosmi és el pseudònim de Rosa Maria Leira, una cantant que prèviament a la seua etapa en solitari havia format part del grup Ells i Elles. Enregistra un EP l'any 1968 amb temes propis Tot és fosc i d'altres autors M'estimes de debò?, Potser tu i Que sigui jo i es retira molt poc després.